# مایک متزک
مایک متزک (به انگلیسی: Mike Matzek) ژیمناست زادهٔ ۲۷ ژوئیهٔ ۱۹۶۵ میلادی اهل کشور ایالات متحده آمریکا است.